# 辅助性原则
辅助性原则（Subsidiarity）是一种社会组织原则，认为社会和政治问题应在能够解决的最接近（或最局部、地方）层面上处理。根據牛津英語詞典的解釋，中央机构应秉持辅助性原则，中央政府仅执行地方機構無法执行的任务。

## 欧盟
辅助性原则是欧盟法中的一项重要的基本原则。其基本含义是，只有在成员国采取行动是不充分的情况下，欧盟才能够介入。